# Рай, Айшвария
Айшвария Рай Баччан (тулу ಐಶ್ವರ್ಯ ರೈ [əjɕʋərjaː rəj], хинди ऐश्वर्या राय, англ. Aishwarya Rai Bachchan; род. 1 ноября 1973, Мангалор, Карнатака) — индийская фотомодель и актриса

, снимающаяся в основном в фильмах на хинди. Победительница конкурса «Мисс мира» 1994 года. В 2009 году получила четвёртую по величине государственную награду Индии Падма Шри. Офицер французского ордена искусств и литературы с 2012 года.

## Биография
Родилась 1 ноября 1973 года в Мангалуре в семье офицера торгового флота Кришнараджа Рая и писательницы Вринды Рай.
У актрисы есть старший брат — инженер торгового флота Адитья, который выступал продюсером фильма «Сердечная привязанность». Родной язык Айшварии — тулу, также владеет английским, хинди, маратхи и тамильским языками. В детстве училась классической музыке и танцам. В раннем возрасте — в 1983 году с семьёй переехала в Бомбей, где посещала Arya Vidya Mandir high school в пригороде Сантакруз. После окончания Ruparel College (до него год проучилась в Jai Hind College) в 1989 году поступила в университет, где начала изучать архитектуру, но затем стала моделью. В 1994 году победила на конкурсе «Мисс мира». После, весной 1995 года участвовала в рекламной кампании Pepsi, в марте 1996 года снималась для журнала Vogue.

### Карьера в кино
Первой ролью 23-летней Айшварии в кино был хорошо встреченный критиками тамильский фильм «Тандем» 1997 года, где она исполнила двойную роль: деревенской красавицы и начинающей актрисы. Однако её болливудский дебют, «Влюблённый самозванец», где она сыграла вместе с тогда ещё популярным Бобби Деолом, провалился и получил негативные отзывы. Несмотря на это, Айшварию наградили премией Star Screen Award как многообещающего новичка.
В 1998 году с её участием вышел тамильский фильм «Невинная ложь». В следующем году последовала драма «Навеки твоя», с партнёром по которой, Салманом Ханом она затем начала встречаться. Её героиня Нандини — гуджаратка, которая вынуждена вступить в брак, несмотря на то, что влюблена в другого мужчину. За эту роль актриса удостоилась первой Filmfare Award за лучшую женскую роль. В том же году вышел фильм «Ритмы любви», где она сыграла начинающую певицу. Фильм имел коммерческий успех. В 2000 году вышли фильмы «Разум и чувства» и «Азарт любви», в котором она впервые снялась вместе с Шахрухом Ханом. Оба имели коммерческий успех и заработали похвалы критиков. Другой фильм того же года, «Несколько слов о любви», где она сыграла с тогда ещё начинающим актёром Абхишеком Баччаном, провалился в прокате. В фильме «Девдас» Санджая Лилы Бхансали, вышедшем в 2002 году, ей досталась роль главной героини Парвати, с детства влюблённой в главного героя. За неё она получила вторую награду Filmfare.
В 2003 году Айшвария была членом жюри Каннского кинофестиваля. Тогда же Айшвария заключила рекламный контракт с L’Oréal, приняла участие в рекламных кампаниях Coca-Cola и De Beers.
Вышедший в 2004 году фильм «Ну что, влюбился?», где она сыграла вместе с Вивеком Обероем, провалился в прокате. В том же году состоялся её голливудский дебют в фильме «Невеста и предрассудки», который имел коммерческий успех. Через год вышел фильм «Принцесса специй», второй её проект на западе, который однако провалился в прокате. А единственным успешным проектом 2005 года стал Item-номер «Kajra Re» в фильме «Банти и Бабли». В 2006 году Айшвария сыграла воровку, которая помогает полиции поймать неуловимого преступника в исполнении Ритика Рошана, в фильме «Байкеры 2: Настоящие чувства», который стал самым кассовым фильмом года.
В 2009 году она снялась в голливудской комедии «Розовая пантера 2», где она сыграла роль эксперта по криминологии. В 2010 году вышли два фильма «Робот» и «Демон», которые стали для неё долгожданным возвращением в тамильский кинематограф. В фильме «Робот» она сыграла Сану, в которую был влюблён разумный робот Читти. Оба фильма имели коммерческий успех, в отличие от хинди-язычная версии «Демона» под названием «Злодей», где Айшвария повторила свою роль, и которая провалилась в прокате.
Также в прокате провалился фильм «Мольба», где она снова сыграла вместе с Ритиком Рошаном, хотя критики дали ему положительную оценку.
В 2011 году Айшвария была выбрана на главную роль в фильме «Героиня», но из-за её беременности та отошла Карине Капур.
В 2015 году Айшвария вернулась на экраны после 5-летнего перерыва в фильме «Взаимное притяжение», являющемся ремейком корейского фильма «Семь дней», а также впервые выступила в качестве продюсера.
В 2016 году с её участием вышли два фильма: «Сарбжит» и «Дела сердечные», в последнем из которых она сыграла замужнюю поэтессу, влюбившуюся в главного героя. В 2017 году актриса приступила к съёмкам киноленты Fanney Khan с участием Анила Капура и Раджкумара Рао.
Благодаря знанию языков Айшвария участвовала в фильмах, снятых на бенгальском, тамильском, английском языках. Однако несмотря на это, она никогда не озвучивала своих персонажей ни в одном из своих фильмов, кроме снятых на хинди. Она также была приглашена сыграть в паре с Брэдом Питтом в фильме «Троя», но отказалась от роли. Также Айшвария Рай — первая индийская женщина, чья восковая фигура представлена в музее мадам Тюссо.

### Личная жизнь

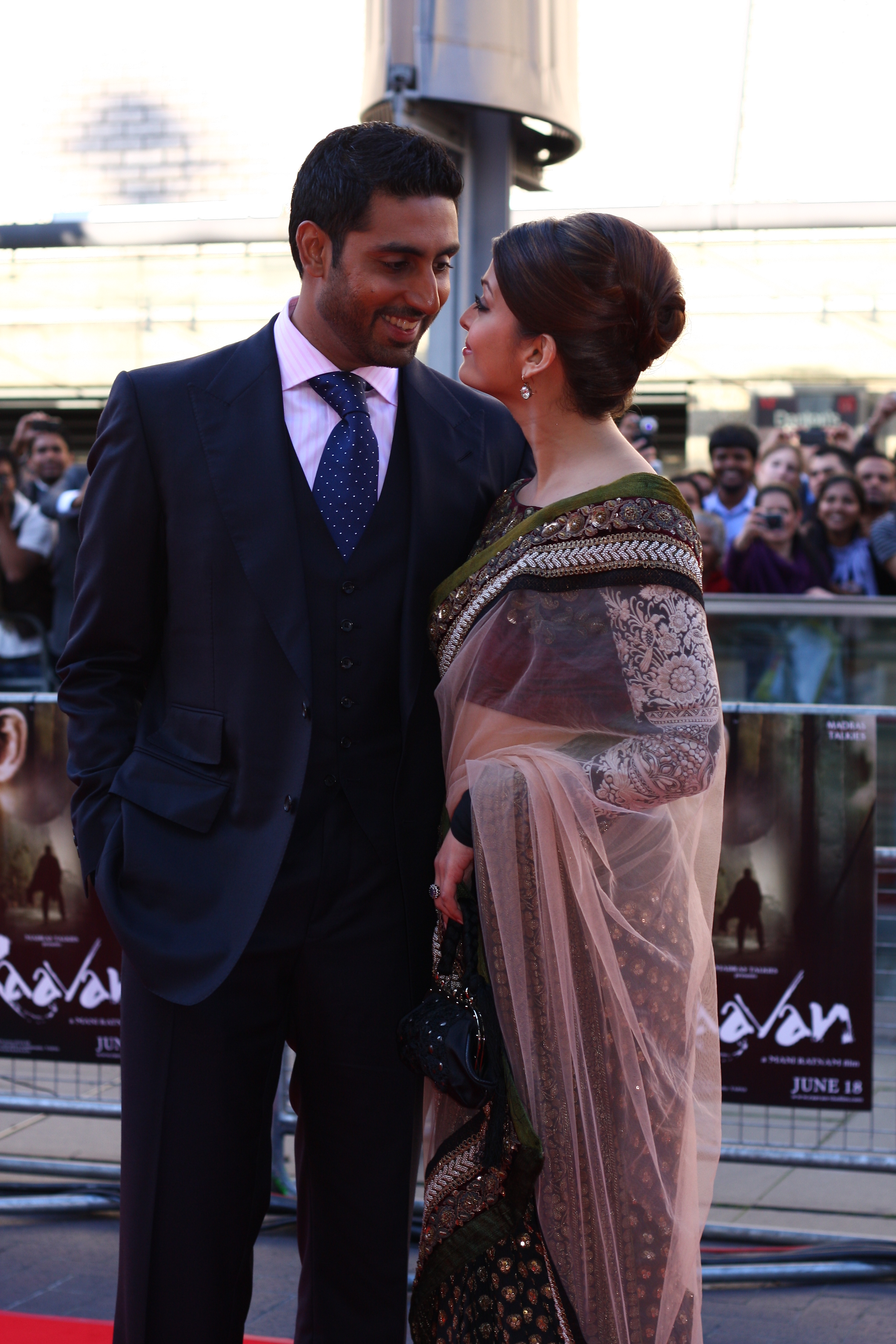
Айшвария с мужем Абхишеком на премьере фильма в Лондоне (2011)

На протяжении нескольких лет встречалась с Салманом Ханом. После они расстались. Спустя некоторое время начала встречаться с актёром Вивеком Обероем. 14 января 2007 года объявила о помолвке с актёром Абхишеком Баччаном, сыном известного актёра Амитабха Баччана, 20 апреля того же года вышла за него замуж. 16 ноября 2011 года Айшвария Рай в одной из клиник Мумбаи родила дочь. Девочку назвали Аарадхия Баччан.

## Фильмография
| Год  |   | Русское название                  | Оригинальное название          | Роль                    |
| ---- | - | --------------------------------- | ------------------------------ | ----------------------- |
| 1997 | ф | Тандем                            | Iruvar (там.)                  | Пушпа и Калпана         |
| 1997 | ф | И они полюбили друг друга         | Aur Pyaar Ho Gaya              | Аши Капур               |
| 1998 | ф | Невинная ложь                     | Jeans (там.)                   | Мадхумита / Вайшнави    |
| 1999 | ф | Давай вернёмся: Возвращение домой | Aa Ab Laut Chalen              | Пуджа                   |
| 1999 | ф | Навеки твоя                       | Hum Dil De Chuke Sanam         | Нандини                 |
| 1999 | ф | Ритмы любви                       | Taal                           | Манси                   |
| 1999 | ф |                                   | Ravoyi Chandamama (тел.)       | Сония                   |
| 2000 | ф | Роковой праздник                  | Mela                           | Чампакали               |
| 2000 | ф | Разум и чувства                   | Kandukondain Kandukondain      | Минакши                 |
| 2000 | ф | Азарт любви                       | Josh                           | Ширли                   |
| 2000 | ф | Моё сердце — для тебя!            | Hamara Dil Aapke Paas Hai      | Прити Вайс              |
| 2000 | ф | Несколько слов о любви            | Dhaai Akshar Prem Ke           | Сахиба Гаревал          |
| 2000 | ф | Влюблённые                        | Mohabbatein                    | Мекха                   |
| 2000 | ф | Голос сердца                      | Sanam Tere Hain Hum            | Сония                   |
| 2001 | ф | Остров любви                      | Albela                         | Соня                    |
| 2002 | ф | Девдас                            | Devdas                         | Парвати                 |
| 2002 | ф | Единственная                      | Hum Tumhare Hain Sanam         | Суман                   |
| 2002 | ф | Нас не догонят                    | Hum Kisise Kum Nahin           | Санжана                 |
| 2002 | ф | Мученики, 23 марта 1931           | 23rd March 1931: Shaheed       | камео                   |
| 2002 | ф | Вернуть сына                      | Shakthi: The Power             | камео                   |
| 2003 | ф | Сердечная привязанность           | Dil Ka Rishta                  | Тия Шарма               |
| 2003 | ф | Песчинка                          | Chokher Bali (бенг.)           | Бинодини                |
| 2003 | ф | Лёд на душе                       | Kuch Naa Kaho                  | Намрата Шривастав       |
| 2004 | ф | Долг превыше всего                | Khakee                         | Махалаксшми             |
| 2004 | ф | Встреча под дождём                | Raincoat                       | Нирджа «Ниру»           |
| 2004 | ф | Ну что, влюбился?                 | Kyun!Ho Gaya Na                | Дийя Малотра            |
| 2004 | ф | Невеста и предрассудки            | Bride & Prejudice (англ.)      | Лалита Бакши            |
| 2005 | ф | Смятение чувств                   | Shabd                          | Антара Вашист / Таммана |
| 2005 | ф | Банти и Бабли                     | Bunty Aur Babli                | приглашённая звезда     |
| 2005 | ф | Принцесса специй                  | Mistress of Spices (англ.)     | Тило                    |
| 2006 | ф | Спровоцированная                  | Provoked: A True Story (англ.) | Киранджит Алувалия      |
| 2006 | ф | Красавица Лакнау                  | Umrao Jaan                     | Амиран / Умрао          |
| 2006 | ф | Байкеры 2: Настоящие чувства      | Dhoom:2                        | Сунехри                 |
| 2007 | ф | Гуру: Путь к успеху               | Guru                           | Суджата                 |
| 2007 | ф | Последний легион                  | The Last Legion (англ.)        | Мира                    |
| 2007 | ф |                                   | Journey Across India           | Мумтаз Махал            |
| 2008 | ф | Джодха и Акбар                    | Jodhaa Akbar                   | Джодха Бай              |
| 2008 | ф | Саркар Радж                       | Sarkar Raj                     | Анита Раджан            |
| 2009 | ф | Розовая пантера 2                 | The Pink Panther 2 (англ.)     | Соня                    |
| 2010 | ф | Злодей                            | Raavan                         | Рагини Субраманиям      |
| 2010 | ф | Демон                             | Raavanan (там.)                | Рагини Субраманиям      |
| 2010 | ф | Робот                             | Enthiran (там.)                | Сана                    |
| 2010 | ф | Мольба                            | Guzaarish                      | София Де'Суза           |
| 2010 | ф | Переиграть судьбу                 | Action Replayy                 | Мала Малотра            |
| 2015 | ф | Взаимное притяжение               | Jazbaa                         | Анурадха Верма          |
| 2016 | ф | Сарбджит                          | Sarbjit                        | Далбир Каур             |
| 2016 | ф | Дела сердечные                    | Ae Dil Hai Mushkil             | Саба                    |